# How I Wet Your Mother
How I Wet Your Mother, titulado Cómo mojé a su madre en Hispanoamérica y Cómo mojé a vuestra madre en España, es el decimosexto episodio de la vigesimotercera temporada de la serie animada Los Simpson. Se emitió en Fox en los Estados Unidos el 11 de marzo de 2012. En el episodio, un incidente traumático hace que Homer repetidamente orine en la cama. A medida que empeora, su familia, con la ayuda del Profesor Frink, dirigen con éxito infiltrarse en sus sueños para llegar a su origen subconsciente. El episodio es un juego de palabras de How I Met Your Mother. El episodio fue escrito por Billy Kimball y Ian Maxtone-Graham y recibió generalmente críticas positivas de los críticos.

## Sinopsis
Smithers entra en un armario de almacenamiento en la planta de energía y accidentalmente queda abierta. Homer, viendo esto como una oportunidad para robar suministros, le dice a todo el mundo que vinieran y se ayuden ellos mismos, y cada empleado roba algo. Saliendo de la planta de energía, Homer ve al Sr. Burns acercarse y se va, dejando a sus compañeros de trabajo para que obtenengan toda la culpa. El Sr. Burns piensa que Homer es el único que no robó nada y obtiene un día libre.
En su día libre, Homer va a pescar con Bart. La noche siguiente, Homer se orina en la cama. Después de hacer esto otra vez, piensa que el karma puede ser la razón de disculparse con sus compañeros por meterlos en problemas con una barbacoa gratis para todos. Esa noche, Homer se moja nuevamente y se enoja durante un acto de bondad desperdiciado. 
Homer luego va a Shameful Eddie's en el que compra un Uralarm Whizz-No-More 9000. Esto, sin embargo, despierta a toda la familia y él debe explicarles su aprieto. Homer empieza a llevar pañales de adultos para la confianza del hombre que son un desvío para Marge.
Marge va a caminar esa noche y se tropieza con el Profesor Frink, que revela que él ha inventado una máquina que puede utilizarse para entrar en los sueños de otras personas, lo que hizo con Disco Stu, quien ahora es un «Normal Stu». Deciden usarlo sobre Homer y en su primer sueño él practica esquí. Se encuentran con la muerte que está arrastrando un ataúd. Después de caer a un precipicio, usan la máquina de sueños para entrar en el sueño de Bart. En este sueño, Sherwood B.F. les dice como abrir el ataúd. Cuando se abre, la sala comienza a llenarse de peces. Por lo tanto, la familia utiliza la máquina de sueños para ir al siguiente sueño, Lisa. Ellos están en un espectáculo de teatro isabelino por lo que inmediatamente cambian los sueños nuevamente, volviendo al sueño de Homer, una vez más.
El sueño de Homer esta vez es de sus mayores deseos. Después de caminar alrededor, encuentran un Kwik-E-Mart que le dan de tocino como cambio y varias tabernas de Moe, Homer decide que quiere quedarse para siempre en su sueño y empieza a montar el Sr. Simpson Wild Ride. En ese momento, el jefe Wiggum, Eddie y Lou han entrado a la casa de los Simpson e intentaron conseguir la máquina de sueños del profesor Frink. Después de esto, una gran botella de cerveza Duff cae e inunda la ciudad imaginaria. Los Simpson están a punto de entrar en dos grandes marchas, arrojando los muchos Moes en ellos para detenerlos, cuando ellos son rescatados por la muerte, quien revela que ella realmente es Mona Simpson. Mona le dice a la familia que la sigan.
La familia va a una sala de cine donde ven un recuerdo de la infancia de Homer. Él y el abuelo salen de viaje de pesca y el bote volcó. Un par de semanas más tarde, Mona dejó al abuelo y a Homer. Homer se siente culpable dado que pensaba que era porque el barco volcó y que su madre lo dejó. Después de que ella le aseguró que no fue debido a esto, muestran otro recuerdo de Mona estando aliviada que Homer, su mayor tesoro, estaba a salvo, Homer finalmente siente comodidad. Ahora, sabiendo el motivo de la enuresis de Homer, la familia deja el sueño.
De vuelta en la casa de los Simpson, el jefe Wiggum finalmente logra obtener el dispositivo de Frink y separa sólo cuando todos se despiertan. Homer se siente aliviado al encontrar que no se ha mojado. Esa noche, Homer gira un trompo. Marge le dice que si sigue girando, se encuentran todavía en un sueño. Lo hace así que deciden ir a dar un paseo en bicicleta desnudos. Sin embargo, tan pronto como salen, la parte superior deja de girar y empieza a caer granizo. Un camión golpea entonces a Homer.

## Producción
«How I Wet Your Mother» fue escrito por Billy Kimball y Ian Maxtone-Graham y fue dirigido por Lance Kramer. El título del episodio es una referencia a la serie de televisión How I Met Your Mother. La trama parodia la película Inception, con varias escenas que parodian ciertos momentos de la película antes mencionada. El episodio también es el cuarto del personaje de Mona Simpson, quien previamente había fallecido en «Mona Leaves-a».

## Lanzamiento y recepción
El episodio es el tercero menos visto en la historia de Los Simpson, teniendo sólo 4,97 millones de televidentes en los Estados Unidos. Fue el segundo programa más visto en Fox esa noche, siendo vencido por Padre de familia, sin embargo tuvo una calificación superior que  American Dad y Bob's Burgers.
Hayden Childs de The A.V. Club fue positivo en el episodio señalando que «aunque nunca alcance la hilaridad absoluta, 'How I Wet Your Mother' es uno de los episodios más interesantes de esta temporada...». Señaló además que sólo una parcela importante era una buena idea y varias buenas bromas en el episodio. En general calificó al episodio de «B+».